# 1960 في السويد
فيما يلي قوائم الأحداث التي وقعت خلال عام 1960 في السويد.

## أفلام
من الأفلام التي صدرت هذه السنة في السويد:
- 1 يناير – الربيع البكر من إخراج إنغمار برغمان.

## مواليد

### يناير
- 5 يناير – جلين سترومبيرغ لاعب كرة قدم سويدي.
- 31 يناير – دوغلاس يوهانسون

### فبراير
- 28 فبراير – ميكائيل إريكسون

### أبريل
- 6 أبريل – بير هجيرتكويست لاعب كرة مضرب سويدي.

### مايو
- 24 مايو – يان ماين يونسون لاعب كرة قدم سويدي.

### يوليو
- 6 يوليو – ماريا بوريليوس سياسية سويدية.

### نوفمبر
- 8 نوفمبر – مايكل نيكفيست ممثل سويدي.

### فبراير
- 5 فبراير – غوستاف إيسينج (مواليد 1883) فيزيائي سويدي.

### أبريل
- 21 أبريل – أولوف أشبرغ (مواليد 1877)

### مايو
- 31 مايو – جورج جونسون (مواليد 1902) درّاج طريق سويدي.

### سبتمبر
- 9 سبتمبر – جوسي بجورلينج (مواليد 1911)

### أكتوبر
- 29 أكتوبر – يوحنا أندرسون (مواليد 1874)